# Erik Hoff
Erik Hoff (Bergen 21 januari 1832-Christiania, 8 december 1894) was een Noors componist, organist en dirigent.

## Achtergron
Erik Christian Hoff werd geboren in een gezin van smid Erik Christian Hoff en Anne Sophie Torstensen. Hij huwde op 31 juli 1853 bakkersdochter Berte Malene Jakobsen (28 december 1830- 29 april 1890), dochter van Christen Jakobsen en Nilske Gurine Olsen. Kinderen waren Erika Christine Hoff (1853), Anna Gurine Hoff (1855), Helga Nickoline Hoff (1858), Ragna Hoff (1859), Einar Hoff (1864) en Hjalmar Hoff (1868). Dochter Helga Hoff (1858-1938) huwde met Karl Svensen (1859-1932), organist in Stavanger, leerling van haar vader. Zijn broer was Hans Jakob Paust Hoff (Bergen, 12 februari 1845-Drammen, 9 mei 1884), organist in Tromsø; huwde Bertha Falck. Zijn zuster Anne Birgitte Heyerdahl overleed in juni 1894.

## Muziek
Hij kreeg zijn opleiding aan de Stord-school en zong in het koor van de Korskirken in Bergen. Hij nam vervolgens orgellessen en muziektheorie aan de Vogel-muziekschool. In 1860 was hij te vinden in Holmestrand, alwaar hij les gaf, om vervolgens door te trekken naar Oslo. In Oslo was hij organist van de Garnisonskerk, alwaar hij weleens speelde voor Oscar II van Zweden. Die moedigde hem aan om een koraalboek te schrijven. Het verhaal gaat dat hij oprichter was van een van de eerste dameskoren in Noorwegen, het "Christiania Arbeidersamfunds Kvindesangforening". Medeoprichter was Andreas Johnsson, Hoff werd eerste dirigent van het koor en werd daarin opgevolgd door Johan Gottfried Conradi.
Hij was jichtpatient en stierf aan een hartinfarct. Hij werd een tijdlang als belangrijk gezien binnen de Noorse muziekwereld. Hij werd opgenomen in de Norsk Biografisk Leksikon versie 1934.
Werken:
- 1878: Melodibog til samtlige authoriserede salmeboger (orgel)
- Guds menighet, syng
- opus 25 (?): Sonatine (piano. Opgedragen aan Erika Nissen)
- Trestemmige børnesange
- 20 Orgelstykker til burg ved gudstjenesten
- Præludiebog, korte og lette koral-forspil (orgel of harmonium)
- Sangbog for skoler, hjem og foreninger (trestemmige børnesange, kinderkoor)
- Stubber i Norsk folketone (piano)
- Far, verden, far vel (orgel)
- Pintsehymne
- Summerbud
- En vandrers bøn (bassolo met koor)
- Melodier til tillaeg til pilegrims harpe, uitgegeven bij Anton Marinius Hanche.

- Virtual International Authority File: 29956277